# لويس ديلغادو
لويس ديلغادو (بالإسبانية: Luis Delgado)‏ هو مغني إسباني، ولد في 16 يوليو 1956.

## وصلات خارجية
- لويس ديلغادو على موقع ميوزك برينز (الإنجليزية)
- لويس ديلغادو على موقع ديسكوغز (الإنجليزية)